# Loxandrus rectangulus
Loxandrus rectangulus är en skalbaggsart som beskrevs av Leconte 1878. Loxandrus rectangulus ingår i släktet Loxandrus och familjen jordlöpare. Inga underarter finns listade i Catalogue of Life.